# Verifica banconote
Il verifica banconote è un dispositivo in grado di verificare in modo automatico, o tramite un operatore, alcune caratteristiche di sicurezza delle banconote.

## Automatici

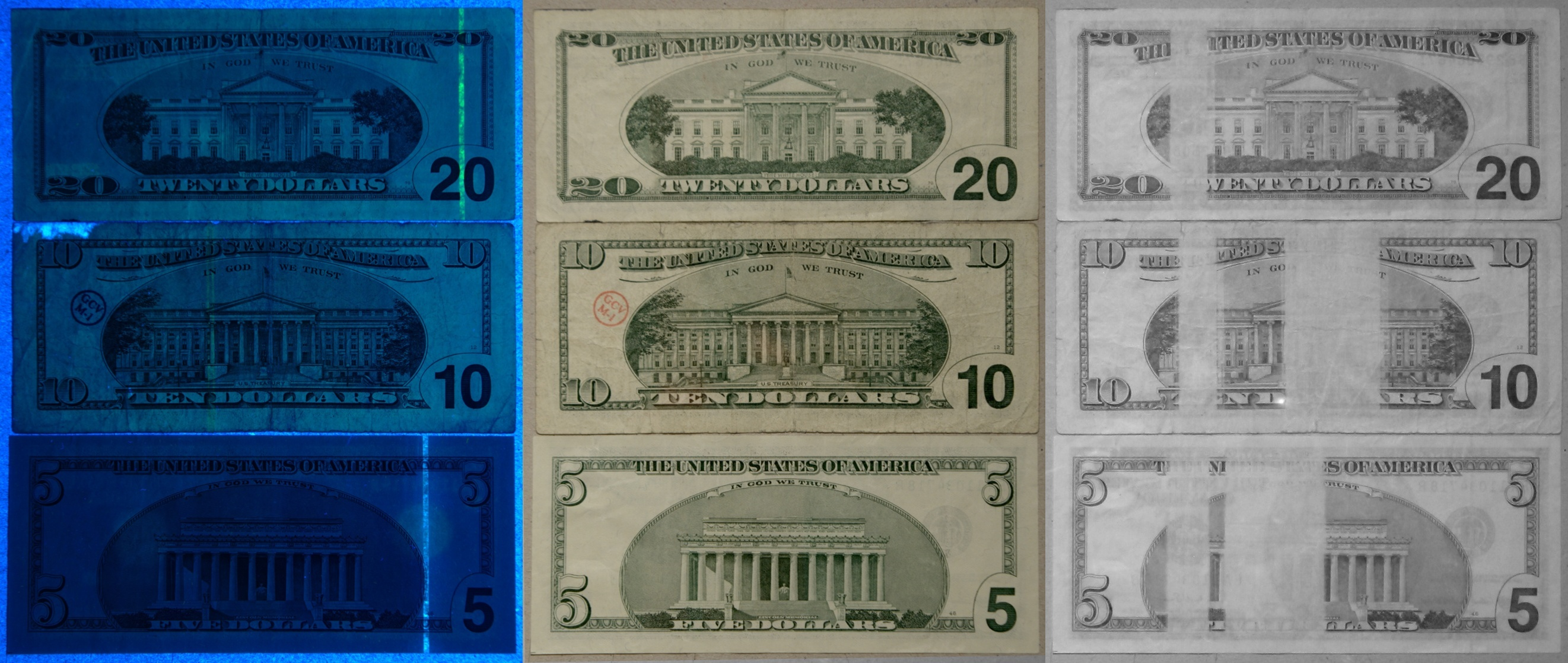
La posizione e la forma delle bande infrarosse e ultraviolette permettono il riconoscimento automatico del taglio.

Ci sono varie caratteristiche presenti sulle banconote verificabili facilmente da un dispositivo automatico.
La prima tecnologia ad essere utilizzata nelle banconote risale a diversi anni fa e si basa su uno speciale pigmento inserito nell'impasto della carta con cui viene realizzata la banconota. Tale pigmento è in grado di assorbire la luce ultravioletta. La carta comune invece presentando tale caratteristica riflette la luce a tale lunghezza d'onda. Inoltre la presenza di sbiancanti fluorescenti nella carta normale ne accentua la diversità di aspetto con la carta per banconote.
Un detector che verifica questa caratteristica con ultavioletti possiede un emettitore di luce UV ed un sensore sensibile a questa luce. Il trasmettitore ed il ricevitore di luce UV, vengono posizionati in modo da colpire la banconota e rilevare l'eventuale riflessione. Una banconota vera riflettendo poco la luce uv non eccita il sensore e quindi la banconotà viene considerata reale.
Un'altra tecnologia apparsa successivamente consiste nell'utilizzo di un inchiostro che contiene uno speciale pigmento studiato per la luce infrarossa (ca. 950nm), da cui prende il nome la tecnologia stessa. Il principio è fondamentalmente simile alla tecnologia UV (ca. 350nm). La sola differenza sta nella diversa lunghezza d'onda della luce utilizzata.
Questi pigmenti possono anche essere utilizzati per creare delle bande trasversali in grado da permettere il riconoscimento del taglio della banconota.
Altre strategie ancora, spesso usate in combinazione tra loro, possono essere:
- la verifica della banda metallica trasversale incorporata nella banconota
- la verifica ottica di particolari dettagli rappresentati sulla banconota

## Manuali
I verifica banconote non automatici sono costituiti da una fonte di luce uv (neon o led) in grado di permettere ad un operatore il controllo dei dettagli impressi con inchiostro fluorescente, la presenza di pagliuzze fluorescenti e il corretto aspetto scuro della carta utilizzata.